# Devils Paw
Devils Paw är ett berg i Kanada och USA. Det ligger på gränen mellan British Columbia och Alaska. Toppen på Devils Paw är 2 616 meter över havet.
Terrängen runt Devils Paw är bergig åt nordost, men åt sydväst är den kuperad. Devils Paw är den högsta punkten i trakten. Trakten runt Devils Paw är nära nog obefolkad, med mindre än två invånare per kvadratkilometer.. Det finns inga samhällen i närheten.
Trakten runt Devils Paw är permanent täckt av is och snö.